# Mackenzie Davis
Mackenzie Davis (ur. 1 kwietnia 1987 w Vancouver) – kanadyjska aktorka.

## Życiorys
Davis urodziła się w Vancouver, w Kanadzie. Uczęszczała do McGill University w Montrealu. Rozpoczęła studia aktorskie na Neighborhood Playhouse w Nowym Jorku, gdzie została zauważona przez Drake'a Doremusa (wystąpiła w jego filmie Breathe In).
Jej debiutem filmowym był Wyjść na prostą. Później pojawiła się w filmach takich jak Breathe In, Ten niezręczny moment czy Słowo na M. Za rolę w tym ostatnim otrzymała nominację Canadian Screen Awards. W 2015 zagrała rolę inżyniera NASA, Mindy Park, w filmie Marsjanin.
Występuje w roli programistki komputerowej, Cameron Howe, w serialu telewizyjnym Halt and Catch Fire.
W 2019 roku wystąpiła w szóstym filmie z serii Terminator u boku Arnolda Schwarzeneggera i Lindy Hamilton.

## Filmografia

### Filmy
- Wyjść na prostą (2012) jako Millie
- Breathe In (2013) jako Lauren Reynolds
- Słowo na M (2013) jako Nicole
- Byle dalej stąd (2013) jako Sue
- Plato's Reality Machine (2013) jako Sophia
- Ten niezręczny moment (2014) jako Chelsea
- Wybryk natury (2015) jako Petra Lane
- A Country Called Home (2015) jako Reno
- Marsjanin (2015) jako Mindy Park
- Zawsze piękna (2016) jako Anna
- Izzy Gets the F*ck Across Town jako (2017) Izzy
- Blade Runner 2049 (2017) jako Mariette
- Tully (2018) jako Tully
- Terminator: Mroczne przeznaczenie jako Grace (2019)

### Seriale
- Stacja Jedenasta (2021-2022) jako Kirsten
- Halt and Catch Fire (2014-2017) jako Cameron (w gł. obsadzie)
- Czarne lustro (2016) jako Yorkie (odc. „San Junipero”)

## Nagrody i nominacje
- 2013 – nominacja do Canadian Screen Awards w kategorii Najlepsza aktorka drugoplanowa za film Słowo na M
- 2016 – nagroda Tribeca Film Festival Award w kategorii Najlepsza aktorka pierwszoplanowa za film Always Shine[4]